# 선셋 쉬머
선셋 쉬머(영어: Sunset Shimmer)은 마이 리틀 포니: 이퀘스트리아 걸스의 주인공이다. 그녀는 두 번째 영화에서 영웅이되기 전에 첫 번째 영화에서 주요 악당이었다.

## 작중 행적

### 이퀘스트리아 걸스
본작의 빌런. 선셋은 마법의 왕관과 가짜를 바꿔치기해 캔틀롯 고등학교로 도주하려는 계획을 세워 마법 거울을 통해 크리스털 왕국에 몰래 숨어든다. 이윽고 왕관을 거울 너머로 보내는데 성공한 선셋은 트와일라잇에게 "이렇게 돼서 유감이야 공주님"이라는 말을 남기고 거울 속으로 뛰어든다.
그녀는 곧바로 플러터샤이를 만나 자기 소유도 아닌 물건을 멋대로 처리했다며 폭언을 내뱉는다. 이 발언에 맞서던 한 전학생과 약간의 신경전을 벌이던 선셋은 신입생이라며 대수롭지 않게 여기고는 대관식 준비가 잘 됐는지 보기위해 스네일스와 스닙스를 데리고 핑키 파이와 애플잭이 있는 강당에 나타난다. 자신의 대관식에 격에 맞는 장식을 준비하라며 온갖 짜증을 부리다가, 우연히 후보 명단에 적힌 트와일라잇의 싸인을 알아보곤 문제의 신입생을 찾아나선다.
마침내 후미진 복도에서 트와일라잇과 대면한 그녀는 캔틀롯 고등학교는 자기 영향력 아래에 있다고 경고하며 조화의 원소가 없는 이퀘스트리아는 어떻게 될지 아냐고 묻더니, 답하지 못한 트와일라잇을 수제자가 맞냐며 비웃고 아무것도 모르면서 프롬 퀸에 당선되고 싶냐며 떠난다. 그 직후 스닙스와 스네일스에게 트와일라잇을 따라가 사보타주할만한 정보를 가져오라고 시킨다.
다음날, 스네일스와 스닙스가 찍어온 동영상을 악의적으로 편집해 전교에 유포시켜 트와일라잇의 이미지를 추락시킨다. 하지만 트와일라잇을 비웃지 않고 도와주고 싶어하는 친구들의 도움으로 트와일라잇의 선거 유세가 대성공하자 선셋 시머는 트와일라잇이 제 시간에 왕관을 수복해 이퀘스트리아로 돌아가지 못하도록 스닙스와 스네일스에게 무도회장을 망가뜨리라고 지시하고, 루나 교감을 찾아가 조작한 사진을 내밀며 트와일라잇을 범인으로 지목해 죄를 덮어 씌운다.
방해 공작에도 불구하고 무도회가 예정대로 진행되자 이번엔 무도회가 열리는 밤이 포탈이 닫히는 시간과 비슷하다는 점을 이용해 스닙스와 스네일스를 시켜 스파이크를 납치해 포탈이 있는 석상으로 트와일라잇을 유인해낸다. 이 행동을 본 트와일라잇에게 괴물이라는 소리를 듣고난 후, 스파이크는 곧바로 놔줬으나 오함마를 들고 "왕관을 내놓지 않으면 포탈을 부숴 버리겠다"고 위협한다. 그러나 최후에 트와일라잇이 이퀘스트리아를 포기하고 인간 세계를 선택하는 결단을 내리자 의외로 순순히 패배를 인정한다...싶더니 친구들에게 둘러싸여 칭찬받는 트와일라잇을 보곤 "정말 잘나셨다"고 열폭하면서 트와일라잇을 덮치고 왕관을 빼앗아 머리에 쓴다.
그 순간, 돌연 왕관에서 검은 기운과 빛이 뿜어져 나오며 선셋을 붉은 도깨비로 만들어버린다. 방금 전까지 자기는 괴물이 아니라고 했지만 추악한 심성에 정말로 괴물이 되어버린것. 오히려 괴물같은 자신의 모습을 보며 만족스러워하던 선셋은 스네일스와 스닙스도 자신이랑 비슷한 도깨비로 만들고, 거울 너머의 이퀘스트리아를 침략하기 위해 학생들에게 마음 조정 마법을 걸어 10대 군대를 만들곤 자신의 계획에 훼방을 늘러놓았던 트와일라잇과 친구들을 불덩이로 태워 죽이려고 든다.
그런데 이 불덩이 역시 마법의 원소의 힘이었기에 트와일라잇과 친구들이 원소의 힘을 사용할 수 있게 만든다 선셋은 곧 "왕관은 머리 위에 있지만 넌 우정의 마법을 모르기에 그것을 사용할 수 없다"라는 말을 들으며 패배한다.
손에 쥐고있던 모든 힘이 사라지자 감정을 털어 놓으라는 트와일라잇의 말에 정말 미안하다고, 자신에겐 이 방법 밖엔 없었다며 눈물을 쏟아낸다. 우정의 마법은 이퀘스트리아뿐만 아니라 어디에나 있으며 우정을 원한다면 찾을 수 있지만, 아니라면 영원히 혼자가 될 것이라는 조언에 선셋은 이곳으로 온 이후로 한 일이라고는 타인들의 관계를 조각낸 것 뿐이었다며 우정에 대해 모른다고 솔직하게 털어놓는다. 트와일라잇은 5명의 친구들이 도와줄 것이라 확신하며 개선의 여지를 남겨둔다.
이후론 진심으로 뉘우친 건지 오만한 태도 없이 묵묵히 일하는 모습을 보인다. 트와일라잇은 포탈로 들어가기 전에 5명의 친구들에게 시머를 부탁한다.